# Persone di nome Walter/Politici
| Questa pagina contiene informazioni ricavate automaticamente dalle voci biografiche con l'ausilio del template Bio e di un bot. L'aggiornamento è periodico e automatico e ricostruisce completamente la pagina. Se manca una persona in questa lista, sei pregato di non aggiungerla, ma accertati piuttosto che la sua voce biografica contenga il template Bio e che i dati anagrafici siano correttamente compilati. Se il template Bio manca, inseriscilo tu stesso o, in alternativa, metti l'avviso {{tmp\|Bio}} che ne segnala la mancanza. Se i dati riportati sono sbagliati, correggi direttamente la voce biografica; le modifiche saranno visibili in questa lista entro pochi giorni. Per chiarimenti vedi il progetto antroponimi. La lista contiene solo le 51 persone che sono citate nell'enciclopedia e per le quali è stato implementato correttamente il template Bio. Pagina aggiornata al 22 gen 2025. |

Questa è una lista di persone presenti nell'enciclopedia che hanno il nome Walter e sono politici.

## A(2)
- Walter Alini, politico e sindacalista italiano (Brescia, n. 1923 - † 1996)
- Walter Armanini, politico italiano (Milano, n. 1937 - Orvieto, † 1999)

## B(4)
- Walter Baier, politico austriaco (Vienna, n. 1954)
- Walter Behrendt, politico tedesco (Dortmund, n. 1914 - Dortmund, † 1997)
- Walter Bowne, politico statunitense (Flushing, n. 1770 - Queens, † 1846)
- Walter Breisky, politico austriaco (Berna, n. 1871 - Klosterneuburg, † 1944)

## C(2)
- Menzies Campbell, politico britannico (Glasgow, n. 1941)
- Walter Capps, politico statunitense (Omaha, n. 1934 - Reston, † 1997)

## D(1)
- Walter De Cesaris, politico italiano (Velletri, n. 1953)

## E(1)
- Mike Ezell, politico statunitense (Pascagoula, n. 1959)

## F(2)
- Walter Ferrazza, politico italiano (Tione di Trento, n. 1974)
- Walter Fontana, politico e mecenate italiano (Crescenzago, n. 1919 - Briosco, † 1992)

## G(5)
- Walter Garavelli, politico italiano (Forlì, n. 1915 - † 2013)
- Walter Samuel Goodland, politico statunitense (Sharon, n. 1862 - Madison, † 1947)
- Walter Quintin Gresham, politico e statistico statunitense (n. 1832 - Washington, † 1895)
- Walter Guggenberger, politico e funzionario austriaco (Landeck, n. 1947)
- Walter Guinness, I barone Moyne, politico britannico (Dublino, n. 1880 - Il Cairo, † 1944)

## H(6)
- Walter Haas, politico tedesco (Osnabrück, n. 1920 - Osnabrück, † 1996)
- Walter Hallstein, politico tedesco (Magonza, n. 1901 - Stoccarda, † 1982)
- Walter Hauser, politico svizzero (Wädenswil, n. 1837 - Berna, † 1902)
- Wally Herger, politico statunitense (Yuba City, n. 1945)
- Wally Hickel, politico statunitense (Ellinwood, n. 1919 - Anchorage, † 2010)
- Walter Hoffmann, politico tedesco (Mengeringhausen, n. 1952)

## J(2)
- Walter B. Jones, politico statunitense (Farmville, n. 1943 - Greenville, † 2019)
- Walter B. Jones, Sr., politico statunitense (Fayetteville, n. 1913 - Norfolk, † 1992)

## K(2)
- Walter Kieber, politico liechtensteinese (Feldkirch, n. 1931 - Vaduz, † 2014)
- Walter J. Kohler, politico, imprenditore e militare statunitense (Kohler, n. 1904 - Sheboygan, † 1976)

## L(2)
- Walter Lini, politico vanuatuano (Agatoa, n. 1942 - Port Vila, † 1999)
- Walter Lübcke, politico tedesco (Bad Wildungen, n. 1953 - Wolfhagen, † 2019)

## M(5)
- Walter Martos, politico e militare peruviano (Cajamarca, n. 1957 - Lima, † 2025)
- Walter Momper, politico tedesco (Sulingen, n. 1945)
- Walter Mondale, politico e diplomatico statunitense (Ceylon, n. 1928 - Minneapolis, † 2021)
- Walter Montagu Douglas Scott, V duca di Buccleuch, politico scozzese (Dalkeith Palace, n. 1806 - Bowhill, † 1884)
- Walter Montini, politico italiano (Ostiano, n. 1951)

## N(1)
- Walter Nash, politico neozelandese (Kidderminster, n. 1882 - Wellington, † 1968)

## P(1)
- Walter Piludu, politico italiano (Milano, n. 1950 - Cagliari, † 2016)

## R(1)
- Walter Rizzetto, politico italiano (San Vito al Tagliamento, n. 1975)

## S(5)
- Walter Sabadini, politico italiano (Ravenna, n. 1921 - † 2001)
- Walter Sacchetti, politico, partigiano e sindacalista italiano (Reggio nell'Emilia, n. 1918 - Reggio nell'Emilia, † 2007)
- Walter Scheel, politico tedesco (Solingen, n. 1919 - Bad Krozingen, † 2016)
- Walter Sisulu, politico sudafricano (Engcobo, n. 1912 - Johannesburg, † 2003)
- Walter Spedicato, politico italiano (Novoli, n. 1947 - Parigi, † 1992)

## T(3)
- Walter Tesauro, politico e avvocato italiano (Caltanissetta, n. 1962)
- Walter Tocci, politico italiano (Poggio Moiano, n. 1952)
- Walter R. Tucker III, politico statunitense (Compton, n. 1957)

## U(1)
- Walter Ulbricht, politico tedesco (Lipsia, n. 1893 - Groß Dölln, † 1973)

## V(3)
- Walter Veltroni, politico, giornalista e scrittore italiano (Roma, n. 1955)
- Walter Verini, politico italiano (Città di Castello, n. 1956)
- Walter Vitali, politico italiano (Minerbio, n. 1952)

## W(1)
- Walter Washington, politico statunitense (Dawson, n. 1915 - Washington, † 2003)

## Y(1)
- Walter Yonge, politico e mercante inglese (Colyton, n. 1579 - † 1649)